# Acrocanthosaurus
Acrocanthosaurus (/ˌækroʊˌkænθəˈsɔːrəs/, hay thằn lằn gai sống cao) là một chi khủng long chân thú từng tồn tại ở khu vực ngày nay là Bắc Mỹ vào tầng Apt và giai đoạn đầu của tầng Alba thuộc kỷ Phấn Trắng. Giống như hầu hết các chi khủng long khác, Acrocanthosaurus chỉ có một loài duy nhất: A. atokensis. Phần lớn các hóa thạch của chi này được tìm thấy ở tiểu bang Hoa Kỳ Oklahoma, Texas, Wyoming; tuy nhiên, đã phát hiện một số răng về phía đông xa tận Maryland, ám chỉ một vùng phân bố rộng khắp châu lục.
Acrocanthosaurus là động vật ăn thịt hai chân. Như tên "thằn lằn gai sống cao" cho thấy, nó được biết đến với những gai thần kinh cao trên các đốt sống, mà rất có thể được dùng để nâng đỡ một dãy bướu thịt trên lưng, cổ và hông. Acrocanthosaurus là một trong những loài khủng long chân thú lớn nhất, có thể dài tới 11,5 m (38 ft) và nặng đến 6,2 tấn (6,8 tấn Mỹ). Những dấu chân lớn của khủng long chân thú tại Texas rất có thể là của chi này, mặc dù không có mối liên hệ trực tiếp nào với hóa thạch xương ở đó.
Khám phá gần đây đã làm sáng tỏ thêm nhiều chi tiết về giải phẫu học, cho phép nghiên cứu chuyên ngành tập trung vào cấu trúc não bộ và chức năng chi trước. Acrocanthosaurus là khủng long chân thú lớn nhất trong hệ sinh thái của nó lúc bấy giờ và rất có thể là một động vật ăn thịt đầu bảng. Nó có thể săn các khủng long chân thằn lằn, khủng long chân chim và giáp long lớn.

## Mô tả hóa thạch

Kích thước Acrocanthosaurus so với người

Acrocanthosaurus là một trong các chi khủng long chân thú lớn nhất từng tồn tại. Mẫu vật lớn nhất (NCSM 14345) được ước tính dài 11,5 m (38 ft) từ mõm đến chóp đuôi và nặng từ 5,7 t (6,3 tấn Mỹ) đến khoảng 6,2 t (6,8 tấn Mỹ),, tối đa 7,25 t (7,99 tấn Mỹ). Hộp sọ của nó dài gần 1,3 m (4,3 ft).
Sọ Acrocanthosaurus, như phần lớn các dị long khác, đều dài, dẹp và hẹp. Vùng cửa sổ trước hố mắt khá là lớn, chiếm hơn 1/4 chiều dài và 2/3 chiều cao. Phần bên ngoài hàm trên và phần bên trên xương mũi không thô ráp nhiều như ở Giganotosaurus và Carcharodontosaurus. Xương mũi chạy 2 đường thấp và dài từ lỗ mũi, dọc theo sống mũi, tới mắt rồi kết thúc tại xương lệ. Đặc điểm này có ở tất cả các dị long. Khác với Allosaurus, không có một chỏm nào gồ lên đặc biệt ở vùng xương này. Xương lệ và xương sau hố mắt gặp nhau phía trên mắt, làm cho vùng lông mày lồi lên, thường thấy ở dị long răng cá mập và khủng long Abel. Mỗi bên hàm trên có 19 cái răng cong, rời nhau. Số lượng răng cho hàm dưới hiện chưa được công bố chính thức. Răng Acrocanthosaurus rộng hơn Carcharodontosaurus nhưng không có những vết nhăn như ở các dị long răng cá mập khác. Phía trước xương hàm dưới khá là vuông vức như ở Giganotosaurus, và nông, trong khi các phần phía sau rất là sâu. Acrocanthosaurus và Giganotosaurus có một cạnh dày ở mặt ngoài xương góc trên, bên dưới phần khớp nối với hộp sọ.
Đặc điểm nổi bật nhất của Acrocanthosaurus là hàng gai thần kinh cao mọc trên các đốt sống cổ, lưng, hông và phần thượng đuôi. Hàng gai này cao hơn 2.5 lần chiều cao đốt sống mà từ đó chúng mọc. Một số loài khủng long khác cũng có các gai này, thậm chí còn to hơn nữa. Ví dụ như Spinosaurus, các gai của nó cao gần 2 mét, gấp 11 lần chiều cao đốt sống. Những gai thấp hơn có các búi cơ to được đắp, tương tự như ở bò rừng bizon hiện đại, cho nên có lẽ ở đây đã có một đường cao và dày chạy dọc trên lưng. Người ta hiện chưa rõ các gai dùng để làm gì, có khả năng là để giao tiếp, trữ mỡ hoặc điều hòa thân nhiệt. Tất cả các đốt sống cổ và đốt sống lưng đều có các khoang bên lớn (khoang bên là phần xương rỗng ở các bên cột sống của khủng long, giúp làm giảm khối lượng xương mà vẫn giữ nguyên sức bền), trong khi ở đốt sống đuôi các khoang bên nhỏ hơn. Đặc điểm này giống với dị long răng cá mập hơn là với Allosaurus.
Trừ các đốt sống, Acrocanthosaurus có một bộ xương tiêu biểu của một dị long. Nó đi bằng 2 chân, với một cái đuôi dài và nặng đối trọng với đầu và mình, giữ cho trọng tâm ở trên eo. Hai chi trước ngắn và khỏe hơn Allosaurus, nhưng các đặc điểm còn lại thì đều giống: mỗi tay có 3 ngón, các ngón đều có móng vuốt. Khác với nhiều loài khủng long thích nghi để chạy, xương đùi Acrocanthosaurus dài hơn xương chày và xương bàn chân, cho nên có lẽ nó không chạy nhanh lắm. Tuy thế, chân nó mạnh hơn Allosaurus. Mỗi bàn chân có 4 ngón, một đặc điểm thường thấy ở các loài khủng long chân thú, nhưng ngón cái thì nhỏ hơn nhiều so với các ngón khác, và cũng không bao giờ chạm đất.

## Lịch sử khai quật
| [Bản đồ tương tác toàn màn hình] |                                                               |
| Vị trí khai quật của một số mẫu  |                                                               |
|                                  | Biểu đồ hiện đang tạm thời không khả dụng do vấn đề kĩ thuật. |

### Mẫu phụ và định danh
Mùa xuân năm 1940, J. Willis Stovall nhận được tin báo phát hiện nhiều mẫu xương lớn tại nông trại của Herman Arnold thuộc quận Atoka, Oklahoma. Đây là một bộ xương không hoàn chỉnh của một loài khủng long ăn thịt lớn, sau xác định là Acrocanthosaurus. Từ 1940 đến 1941, hoạt động khai quật được Work Progress Administration (một tổ chức lao động thuê tại Mĩ) thực hiện một cách không liên tục dưới sự chỉ đạo của Stovall. Địa hình rừng rú, thiếu đường đi gây không ít trở ngại cho công việc đào bới. Khu vực đào thì khá mềm với cát vàng mịn xen lẫn với các kết hạch đất sét màu xám. Tuy nhiên, hỗn hợp cát-sét bám dính vào các hóa thạch làm cho chúng trở nên khó xử lý. Chiến tranh thế giới thứ hai nổ ra làm hoãn tiến trình khai quật cho đến năm 1945. Lúc hoàn thành, nhóm Stovall đào được cho mẫu này, ký số MUO 8-0-S8, hai xương lưng giữa, bốn đốt sống lưng rời rạc, 13 đốt sống đuôi, tám xương sườn lưng, một xương chữ V trước, pubes trái và phải, đoạn cuối gần thân của xương đùi trái, xương chày trái, xương đốt bàn chân trái II và III cùng đốt ngón III chân trái. Đây là mẫu phụ, hiện mang ký số OMNH 10147.
Trong quá trình đào mẫu phụ, nhóm của Stovall phát hiện thêm nhiều bộ xương khủng long không hoàn thiện tại chín địa điểm khác nhau trong khu vực. Đáng kể đến là một bộ xương Acrocanthosaurus, nhỏ hơn nhưng hoàn chỉnh hơn, tìm thấy tại nông trại của Cochran cách đó gần một dặm. Stovall chọn mẫu này làm gốc, kí số MUO 8-0-S9, sau đổi thành OMNH 10146. OMNH 10146 nằm kẹp trong đá phiến sậm đỏ nâu lẫn cát, gần như lộ thiên với chỉ vài inch đất đá phủ lên. Tuy nhiên, nó bị rễ cây trong khu vực làm hư hại phần nào. Cả hai mẫu định danh và mẫu phụ đều không hoàn chỉnh, tuy nhiên mẫu này thiếu cái gì thì được mẫu kia bổ sung. Cả hai tương hỗ tạo nên một bức tranh cốt học tương đối hoàn chỉnh cho chi này.
Dựa trên mẫu OMNH 10146, Stovall và Wann Langston miêu tả và đặt tên cho giống khủng long này vào năm 1950. Langston đã gọi chi này là "Acracanthus atokaensis" trong luận văn thạc sĩ chưa công bố của mình vào năm 1947, nhưng cuối cùng tên chính thức được đổi thành Acrocanthosaurus atokensis. Acrocanthosaurus nghĩa là "thằn lằn gai sống cao", dựa trên từ Hy Lạp cổ ɑκρɑ/akra ('cao'), ɑκɑνθɑ/akantha ('gai') và σɑʊρος/sauros ('thằn lằn'). Loài duy nhất, A. atokensis, đặt tên theo hạt Atoka tại bang Oklahoma, nơi mà nó được tìm thấy.

### Các mẫu khác

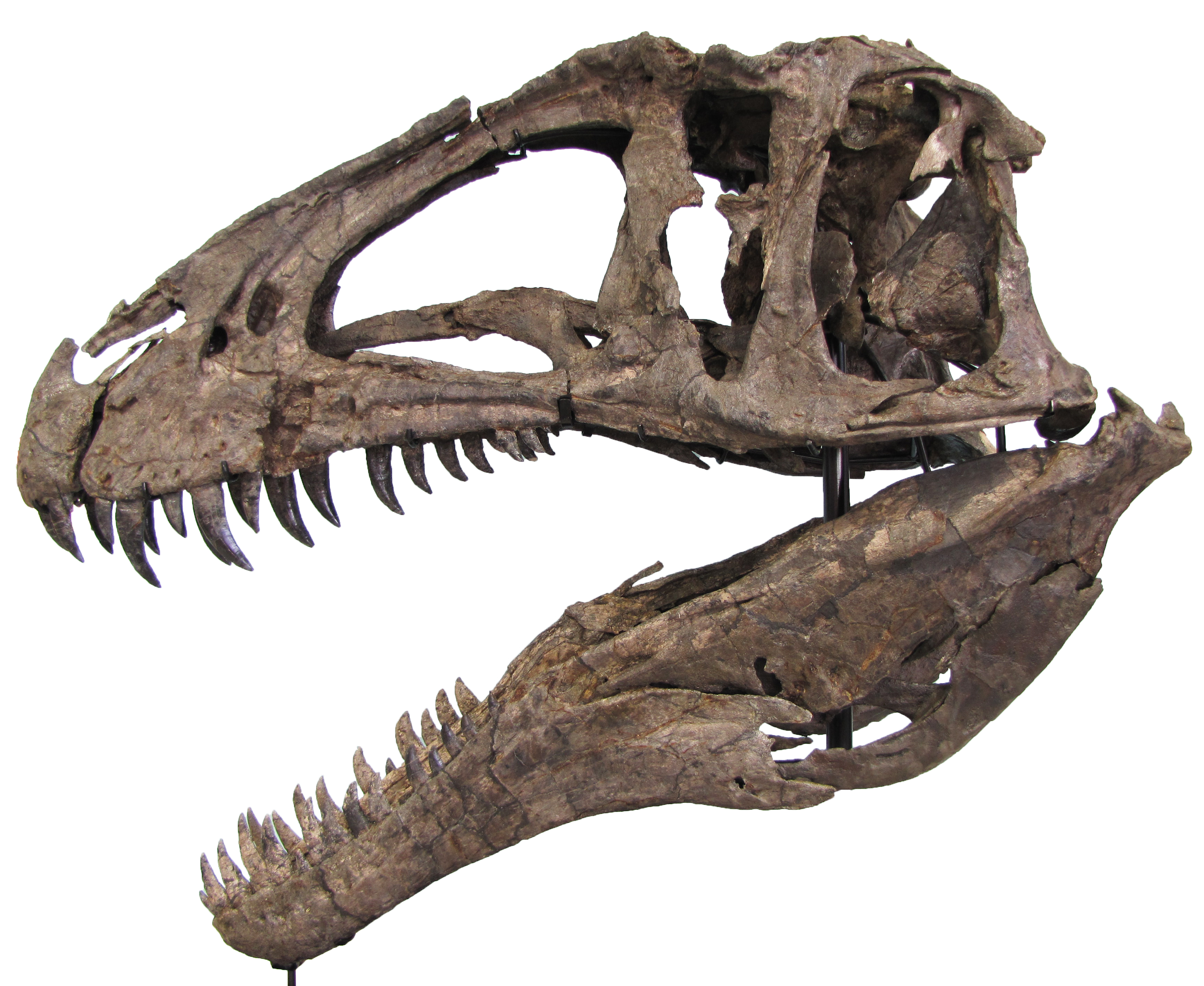
Sọ mẫu NCSM 14345, Bảo tàng Khoa học Tự nhiên North Carolina

Sau đó người ta đào được hai mẫu khác hoàn chỉnh hơn nhiều, miêu tả vào thập niên 1990. Mẫu thứ nhất (SMU 74646) là một bộ xương không hoàn chỉnh, thiếu phần lớn hộp sọ, tìm thấy ở nông trại Hobson trong thành hệ Twin Mountains ở Texas, hiện nằm trong bộ sưu tập của Bảo tàng Khoa học và Lịch sử Forth Worth. Mẫu còn lại hoàn chỉnh hơn nhiều (NCSM 14345, biệt danh 'Fran'), được Cephis Hall và Sid Love đào được từ thành hệ Antlers ở Oklahoma, tái dựng bởi Viện Black Hills, South Dakota và đang được trưng bày tại Bảo tàng Khoa học Tự nhiên North Carolina ở Raleigh. Đây là mẫu lớn nhất và cũng là mẫu duy nhất có hộp sọ và 2 chi trước hoàn chỉnh. Các cá thể của hai mẫu OMNH 10147 và NCSM 14345 có lẽ to gần bằng nhau, do xương của chúng có cùng kích thước, trong khi xương của mẫu định danh và mẫu SMU 74646 thì nhỏ hơn nhiều.
Vào năm 2012, người ta phát hiện ra một mẫu không hoàn chỉnh nữa, ký hiệu UM 20796, tại thành hệ Cloverly từ một lớp chứa xương ở Bighorn Basin miền Trung-Bắc Wyoming. UM 20796 gồm xương đùi, xương mác, 2 phần đốt sống, một phần xương mu và một số mảnh vụn, mô tả một cá thể còn trẻ. Cạnh mẫu này người ta còn tìm thấy xương vai của một con Sauroposeidon nữa. Một số mảnh xương khác của khủng long chân thú trong thành hệ Cloverly cũng có lẽ là của Acrocanthosaurus. Nói đúng hơn Acrocanthosaurus có lẽ là chi khủng long chân thú lớn duy nhất trong thành hệ này.
Không chỉ ở Oklahoma, Texas, Wyoming, hóa thạch Acrocanthosaurus cũng được tìm thấy ở Arizona và một số nơi khác nữa. Người ta cho rằng một mẫu răng và những vết răng tìm thấy trên xương của khủng long chân thằn lằn ở miền Nam Arizona là của Acrocanthosaurus. Vài mẫu răng từ thành hệ Arundel ở Maryland cũng mang những đặc điểm hầu như giống hệt với Acrocanthosaurus, và người ta nghĩ những mẫu này đại diện cho 1 chi bà con nào đó với nó tại miền đông. Nhiều mẫu răng và mẫu xương khác từ nhiều thành hệ địa chất khác nhau ở phía tây nước Mỹ cũng đã được nghĩ là của Acrocanthosaurus, nhưng phần lớn là phân loại sai; Dù thế, vẫn có những bất đồng xung quanh việc này.

## Biểu đồ phân nhánh

Kích thước Acrocanthosaurus (màu nâu bên phải ngoài cùng) so với các dị long răng cá mập khác

Acrocanthosaurus được xếp vào liên họ Allosauroidea (dị long) trong phân thứ bộ Tetanurae (khủng long đuôi cứng). Đặc điểm của liên họ này là 2 đường thấp và dài chạy từ mũi đến mắt trên xương mũi và xương tuyến nước mắt, hàng gai thần kinh cao trên cổ, hông... cùng một số đặc điểm khác. Mãi cho tới năm 2000, người ta vẫn nghĩ Acrocanthosaurus thuộc họ Allosauridae như Allosaurus. Các nghiên cứu gần đây cho thấy nó thuộc họ Carcharodontosauridae (dị long răng cá mập).
Lúc mới được phát hiện, Acrocanthosaurus chỉ được biết qua một số mẩu vụn như phần lớn các chi khủng long chân thú khác, do vậy đã có rất nhiều cách phân loại khác nhau. Đầu tiên, J. Willis Stovall và Wann Langston, Jr. xếp nó vào họ "Antrodemidae", tức Allosauridae ngày nay. Sau đó năm 1956 Alfred Sherwood Romer chuyển nó vào đơn vị phân loại thùng rác Megalosauridae (đại long). Việc có hàng gai trên lưng cũng làm cho một số học giả nghĩ rằng Acrocanthosaurus có quan hệ nào đó với Spinosaurus. Việc mô tả Acrocanthosaurus như là một đại long xương gai rất phổ biến vào thập kỷ 1980, trong các sách bán chuyên thời đó về khủng long.
Vào đầu thập niên 1850, người ta tìm thấy 3 gai thần kinh cao tại Anh có niên đại kỷ Phấn Trắng sớm. Lúc đầu những gai thần kinh này được xem là rất giống với các gai của Acrocanthosaurus, cho nên vào năm 1988, Gregory S. Paul đã đặt giống khủng long trên là loài thứ 2 trong chi Acrocanthosaurus, với tên A. altispinax. Trước đó, vào năm 1923, một chi khủng long khác, cũng ở Anh, được mô tả chỉ dựa trên một hóa thạch răng, và cũng có tên Altispinax. Điều này đã làm cho ít nhất một học giả nhầm rằng Altispinax là đồng nghĩa của Acrocanthosaurus. 3 gai thần kinh này hiện nay được xếp vào chi Becklespinax, chẳng phải Acrocanthosaurus hay là Altispinax.
Phần lớn các phân tích miêu tả theo nhánh học xếp Acrocanthosaurus vào họ Carcharodontosauridae, ở vị trí cơ bản so với họ hàng Carcharodontosaurus từ châu Phi và Gigantosaurus từ Nam Mỹ. Nó được xem là đồng cơ bản với chi Eocarcharia, cũng ở châu Phi, trong khi chi Neovenator, phát hiện ở Anh, thường được xem là còn cơ bản hơn nữa, hoặc là một thành viên cơ bản của nhóm chị em Neovenatoridae. Điều này ám chỉ dị long răng cá mập có nguồn gốc từ châu Âu và sau đó được phân tán ra các lục địa phía Nam (thuở các châu lục còn hợp nhất trong siêu lục địa Gondwana). Nếu Acrocanthosaurus là một dị long răng cá mập thì chi này đã được phát sinh từ sự phân tán xuống Bắc Mỹ. Mọi chi dị long răng cá mập được biết từ trước đến giờ đều sống từ giai đoạn đầu cho đến giữa kỷ Phấn trắng.
Dưới đây là biểu đồ phân nhánh do Novas et al. vẽ năm 2013, thể hiện vị trí của Acrocanthosaurus trong Carcharodontosauridae.
|  | Tyrannotitan                                                  |
|  |                                                               |
|  | \| \| Mapusaurus \| \| \| \| \| \| Giganotosaurus \| \| \| \| |
|  |                                                               |
|  | Mapusaurus                                                    |
|  |                                                               |
|  | Giganotosaurus                                                |
|  |                                                               |

|  | Mapusaurus     |
|  |                |
|  | Giganotosaurus |
|  |                |

|  | Tyrannotitan                                                  |
|  |                                                               |
|  | \| \| Mapusaurus \| \| \| \| \| \| Giganotosaurus \| \| \| \| |
|  |                                                               |
|  | Mapusaurus                                                    |
|  |                                                               |
|  | Giganotosaurus                                                |
|  |                                                               |

|  | Mapusaurus     |
|  |                |
|  | Giganotosaurus |
|  |                |

|  | Tyrannotitan                                                  |
|  |                                                               |
|  | \| \| Mapusaurus \| \| \| \| \| \| Giganotosaurus \| \| \| \| |
|  |                                                               |
|  | Mapusaurus                                                    |
|  |                                                               |
|  | Giganotosaurus                                                |
|  |                                                               |

|  | Mapusaurus     |
|  |                |
|  | Giganotosaurus |
|  |                |

|  | Tyrannotitan                                                  |
|  |                                                               |
|  | \| \| Mapusaurus \| \| \| \| \| \| Giganotosaurus \| \| \| \| |
|  |                                                               |
|  | Mapusaurus                                                    |
|  |                                                               |
|  | Giganotosaurus                                                |
|  |                                                               |

|  | Mapusaurus     |
|  |                |
|  | Giganotosaurus |
|  |                |

|  | Tyrannotitan                                                  |
|  |                                                               |
|  | \| \| Mapusaurus \| \| \| \| \| \| Giganotosaurus \| \| \| \| |
|  |                                                               |
|  | Mapusaurus                                                    |
|  |                                                               |
|  | Giganotosaurus                                                |
|  |                                                               |

|  | Mapusaurus     |
|  |                |
|  | Giganotosaurus |
|  |                |

|  | Tyrannotitan                                                  |
|  |                                                               |
|  | \| \| Mapusaurus \| \| \| \| \| \| Giganotosaurus \| \| \| \| |
|  |                                                               |
|  | Mapusaurus                                                    |
|  |                                                               |
|  | Giganotosaurus                                                |
|  |                                                               |

|  | Mapusaurus     |
|  |                |
|  | Giganotosaurus |
|  |                |

|  | Tyrannotitan                                                  |
|  |                                                               |
|  | \| \| Mapusaurus \| \| \| \| \| \| Giganotosaurus \| \| \| \| |
|  |                                                               |
|  | Mapusaurus                                                    |
|  |                                                               |
|  | Giganotosaurus                                                |
|  |                                                               |

|  | Mapusaurus     |
|  |                |
|  | Giganotosaurus |
|  |                |

|  | Tyrannotitan                                                  |
|  |                                                               |
|  | \| \| Mapusaurus \| \| \| \| \| \| Giganotosaurus \| \| \| \| |
|  |                                                               |
|  | Mapusaurus                                                    |
|  |                                                               |
|  | Giganotosaurus                                                |
|  |                                                               |

|  | Mapusaurus     |
|  |                |
|  | Giganotosaurus |
|  |                |

|  | Tyrannotitan                                                  |
|  |                                                               |
|  | \| \| Mapusaurus \| \| \| \| \| \| Giganotosaurus \| \| \| \| |
|  |                                                               |
|  | Mapusaurus                                                    |
|  |                                                               |
|  | Giganotosaurus                                                |
|  |                                                               |

|  | Mapusaurus     |
|  |                |
|  | Giganotosaurus |
|  |                |

|  | Tyrannotitan                                                  |
|  |                                                               |
|  | \| \| Mapusaurus \| \| \| \| \| \| Giganotosaurus \| \| \| \| |
|  |                                                               |
|  | Mapusaurus                                                    |
|  |                                                               |
|  | Giganotosaurus                                                |
|  |                                                               |

|  | Mapusaurus     |
|  |                |
|  | Giganotosaurus |
|  |                |

|  | Tyrannotitan                                                  |
|  |                                                               |
|  | \| \| Mapusaurus \| \| \| \| \| \| Giganotosaurus \| \| \| \| |
|  |                                                               |
|  | Mapusaurus                                                    |
|  |                                                               |
|  | Giganotosaurus                                                |
|  |                                                               |

|  | Mapusaurus     |
|  |                |
|  | Giganotosaurus |
|  |                |

|  | Tyrannotitan                                                  |
|  |                                                               |
|  | \| \| Mapusaurus \| \| \| \| \| \| Giganotosaurus \| \| \| \| |
|  |                                                               |
|  | Mapusaurus                                                    |
|  |                                                               |
|  | Giganotosaurus                                                |
|  |                                                               |

|  | Mapusaurus     |
|  |                |
|  | Giganotosaurus |
|  |                |

|  | Tyrannotitan                                                  |
|  |                                                               |
|  | \| \| Mapusaurus \| \| \| \| \| \| Giganotosaurus \| \| \| \| |
|  |                                                               |
|  | Mapusaurus                                                    |
|  |                                                               |
|  | Giganotosaurus                                                |
|  |                                                               |

|  | Mapusaurus     |
|  |                |
|  | Giganotosaurus |
|  |                |

|  | Tyrannotitan                                                  |
|  |                                                               |
|  | \| \| Mapusaurus \| \| \| \| \| \| Giganotosaurus \| \| \| \| |
|  |                                                               |
|  | Mapusaurus                                                    |
|  |                                                               |
|  | Giganotosaurus                                                |
|  |                                                               |

|  | Mapusaurus     |
|  |                |
|  | Giganotosaurus |
|  |                |

|  | Tyrannotitan                                                  |
|  |                                                               |
|  | \| \| Mapusaurus \| \| \| \| \| \| Giganotosaurus \| \| \| \| |
|  |                                                               |
|  | Mapusaurus                                                    |
|  |                                                               |
|  | Giganotosaurus                                                |
|  |                                                               |

|  | Mapusaurus     |
|  |                |
|  | Giganotosaurus |
|  |                |

|  | Tyrannotitan                                                  |
|  |                                                               |
|  | \| \| Mapusaurus \| \| \| \| \| \| Giganotosaurus \| \| \| \| |
|  |                                                               |
|  | Mapusaurus                                                    |
|  |                                                               |
|  | Giganotosaurus                                                |
|  |                                                               |

|  | Mapusaurus     |
|  |                |
|  | Giganotosaurus |
|  |                |

|  | Tyrannotitan                                                  |
|  |                                                               |
|  | \| \| Mapusaurus \| \| \| \| \| \| Giganotosaurus \| \| \| \| |
|  |                                                               |
|  | Mapusaurus                                                    |
|  |                                                               |
|  | Giganotosaurus                                                |
|  |                                                               |

|  | Mapusaurus     |
|  |                |
|  | Giganotosaurus |
|  |                |

|  | Tyrannotitan                                                  |
|  |                                                               |
|  | \| \| Mapusaurus \| \| \| \| \| \| Giganotosaurus \| \| \| \| |
|  |                                                               |
|  | Mapusaurus                                                    |
|  |                                                               |
|  | Giganotosaurus                                                |
|  |                                                               |

|  | Mapusaurus     |
|  |                |
|  | Giganotosaurus |
|  |                |

|  | Tyrannotitan                                                  |
|  |                                                               |
|  | \| \| Mapusaurus \| \| \| \| \| \| Giganotosaurus \| \| \| \| |
|  |                                                               |
|  | Mapusaurus                                                    |
|  |                                                               |
|  | Giganotosaurus                                                |
|  |                                                               |

|  | Mapusaurus     |
|  |                |
|  | Giganotosaurus |
|  |                |

|  | Tyrannotitan                                                  |
|  |                                                               |
|  | \| \| Mapusaurus \| \| \| \| \| \| Giganotosaurus \| \| \| \| |
|  |                                                               |
|  | Mapusaurus                                                    |
|  |                                                               |
|  | Giganotosaurus                                                |
|  |                                                               |

|  | Mapusaurus     |
|  |                |
|  | Giganotosaurus |
|  |                |

|  | Tyrannotitan                                                  |
|  |                                                               |
|  | \| \| Mapusaurus \| \| \| \| \| \| Giganotosaurus \| \| \| \| |
|  |                                                               |
|  | Mapusaurus                                                    |
|  |                                                               |
|  | Giganotosaurus                                                |
|  |                                                               |

|  | Mapusaurus     |
|  |                |
|  | Giganotosaurus |
|  |                |

|  | Tyrannotitan                                                  |
|  |                                                               |
|  | \| \| Mapusaurus \| \| \| \| \| \| Giganotosaurus \| \| \| \| |
|  |                                                               |
|  | Mapusaurus                                                    |
|  |                                                               |
|  | Giganotosaurus                                                |
|  |                                                               |

|  | Mapusaurus     |
|  |                |
|  | Giganotosaurus |
|  |                |

|  | Tyrannotitan                                                  |
|  |                                                               |
|  | \| \| Mapusaurus \| \| \| \| \| \| Giganotosaurus \| \| \| \| |
|  |                                                               |
|  | Mapusaurus                                                    |
|  |                                                               |
|  | Giganotosaurus                                                |
|  |                                                               |

|  | Mapusaurus     |
|  |                |
|  | Giganotosaurus |
|  |                |

|  | Tyrannotitan                                                  |
|  |                                                               |
|  | \| \| Mapusaurus \| \| \| \| \| \| Giganotosaurus \| \| \| \| |
|  |                                                               |
|  | Mapusaurus                                                    |
|  |                                                               |
|  | Giganotosaurus                                                |
|  |                                                               |

|  | Mapusaurus     |
|  |                |
|  | Giganotosaurus |
|  |                |

|  | Tyrannotitan                                                  |
|  |                                                               |
|  | \| \| Mapusaurus \| \| \| \| \| \| Giganotosaurus \| \| \| \| |
|  |                                                               |
|  | Mapusaurus                                                    |
|  |                                                               |
|  | Giganotosaurus                                                |
|  |                                                               |

|  | Mapusaurus     |
|  |                |
|  | Giganotosaurus |
|  |                |

|  | Tyrannotitan                                                  |
|  |                                                               |
|  | \| \| Mapusaurus \| \| \| \| \| \| Giganotosaurus \| \| \| \| |
|  |                                                               |
|  | Mapusaurus                                                    |
|  |                                                               |
|  | Giganotosaurus                                                |
|  |                                                               |

|  | Mapusaurus     |
|  |                |
|  | Giganotosaurus |
|  |                |

|  | Tyrannotitan                                                  |
|  |                                                               |
|  | \| \| Mapusaurus \| \| \| \| \| \| Giganotosaurus \| \| \| \| |
|  |                                                               |
|  | Mapusaurus                                                    |
|  |                                                               |
|  | Giganotosaurus                                                |
|  |                                                               |

|  | Mapusaurus     |
|  |                |
|  | Giganotosaurus |
|  |                |

|  | Tyrannotitan                                                  |
|  |                                                               |
|  | \| \| Mapusaurus \| \| \| \| \| \| Giganotosaurus \| \| \| \| |
|  |                                                               |
|  | Mapusaurus                                                    |
|  |                                                               |
|  | Giganotosaurus                                                |
|  |                                                               |

|  | Mapusaurus     |
|  |                |
|  | Giganotosaurus |
|  |                |

|  | Tyrannotitan                                                  |
|  |                                                               |
|  | \| \| Mapusaurus \| \| \| \| \| \| Giganotosaurus \| \| \| \| |
|  |                                                               |
|  | Mapusaurus                                                    |
|  |                                                               |
|  | Giganotosaurus                                                |
|  |                                                               |

|  | Mapusaurus     |
|  |                |
|  | Giganotosaurus |
|  |                |

|  | Tyrannotitan                                                  |
|  |                                                               |
|  | \| \| Mapusaurus \| \| \| \| \| \| Giganotosaurus \| \| \| \| |
|  |                                                               |
|  | Mapusaurus                                                    |
|  |                                                               |
|  | Giganotosaurus                                                |
|  |                                                               |

|  | Mapusaurus     |
|  |                |
|  | Giganotosaurus |
|  |                |

|  | Tyrannotitan                                                  |
|  |                                                               |
|  | \| \| Mapusaurus \| \| \| \| \| \| Giganotosaurus \| \| \| \| |
|  |                                                               |
|  | Mapusaurus                                                    |
|  |                                                               |
|  | Giganotosaurus                                                |
|  |                                                               |

|  | Mapusaurus     |
|  |                |
|  | Giganotosaurus |
|  |                |

|  | Tyrannotitan                                                  |
|  |                                                               |
|  | \| \| Mapusaurus \| \| \| \| \| \| Giganotosaurus \| \| \| \| |
|  |                                                               |
|  | Mapusaurus                                                    |
|  |                                                               |
|  | Giganotosaurus                                                |
|  |                                                               |

|  | Mapusaurus     |
|  |                |
|  | Giganotosaurus |
|  |                |

## Đặc điểm cổ sinh

### Tuổi thọ và tốc độ tăng trưởng

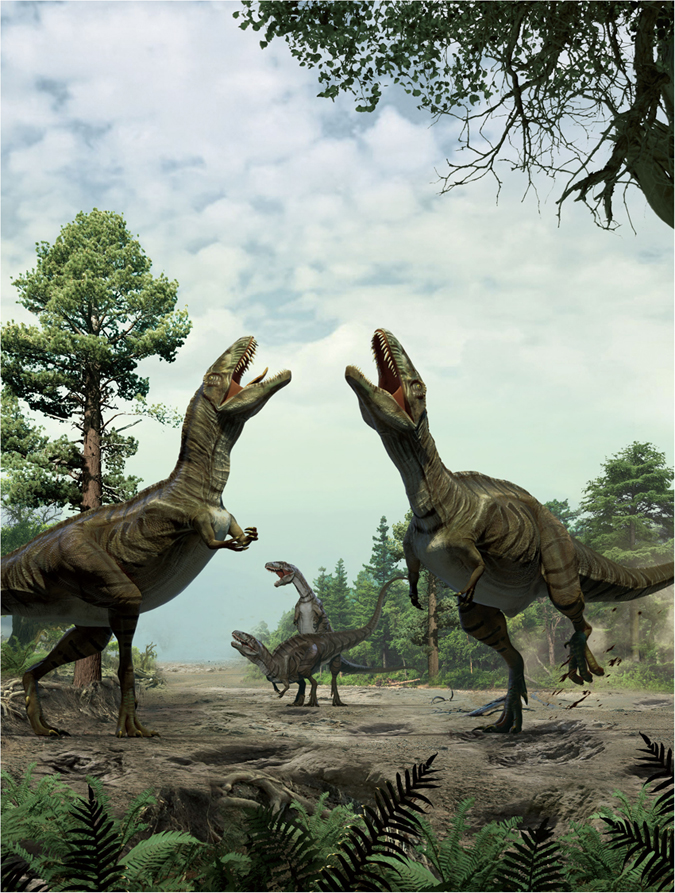
Tái dựng cảnh tán tỉnh của Acrocanthosaurus dựa trên những vết tích hóa thạch trong thành hệ Dakota

Dựa vào các đặc điểm xương từ mẫu định danh OMNH 10146 cũng như mẫu NCSM 14345, người ta ước tính Acrocanthosaurus mất 12 năm để đạt tới kích thước trưởng thành. Con số này có thể cao hơn nhiều do trong quá trình tái tạo xương và phát triển khoang tủy, một số đường Harris đã bị mất. Nếu tính cả các đường này thì Acrocanthosaurus mất khoảng 18-24 năm để lớn lên.
Tại thời điểm chết, cá thể mẫu định danh đã sống được ít nhất 21 năm, trong khi NCSM 14345 chết khi vừa trưởng thành. Hai cá thể này có tốc độ phát triển không đồng đều, có thể là do khác biệt về giới tính, sức khỏe, hoặc thể trạng của từng con. Mẫu thứ ba, UM 20796, là từ một cá thể chưa trưởng thành. Dựa trên mẫu này và công thức mà Christiansen và Fariña đưa ra vào năm 2004, người ta ước tính Acrocanthosaurus trong những năm đầu đời của mình mỗi năm tăng khoảng 144 kg/năm, tức khoảng 384 g/ngày, tương đương với Allosaurus (150 kg/năm) và một số bạo long chuẩn khác như Gorgosaurus, Albertosaurus, Daspletosaurus. Với tốc độ tăng trưởng trên, cá thể này sẽ mất 20-25 năm để đạt tới kích thước trưởng thành.

### Hoạt động chi trước

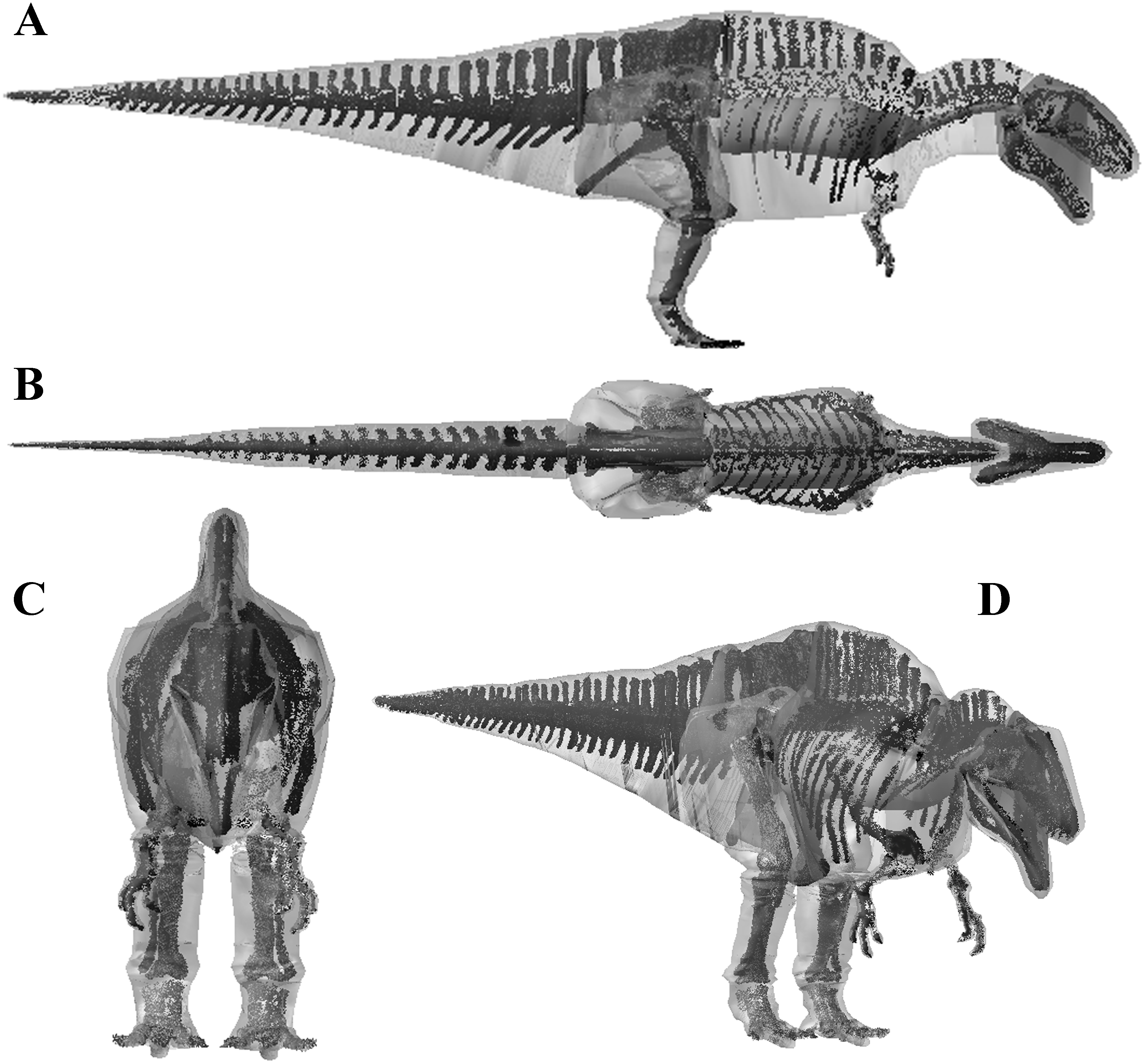
Tái dựng Acrocanthosaurus với túi khí và phổi trong lồng ngực

Như các loài khủng long chân thú không biết bay khác, chi trước của Acrocanthosaurus không dùng để đi và không chạm đến đất; thay vào đó, chúng thực hiện chức năng săn mồi. Việc phát hiện ra lần đầu tiên một chi trước hoàn chỉnh (NCSM 14345) đã giúp cho các nhà khoa học phân tích rõ hơn về chức năng và vùng chuyển động của phần này. Nghiên cứu đặc biệt quan tâm đến các phần khớp để xem chúng có thể di chuyển đến mức nào mà không bị trật. Ở rất nhiều vùng khớp, các phần xương không thực sự 'ăn' nhau lắm, chỉ ra ở đây có rất nhiều sụn, một đặc điểm thường thấy ở các thằn lằn chúa. Người ta còn thấy, ở tư thế nghỉ, phần xương cánh tay của nó hơi chếch về phía sau, khuỷu tay gập lại còn móng vuốt thì hướng vào trong.

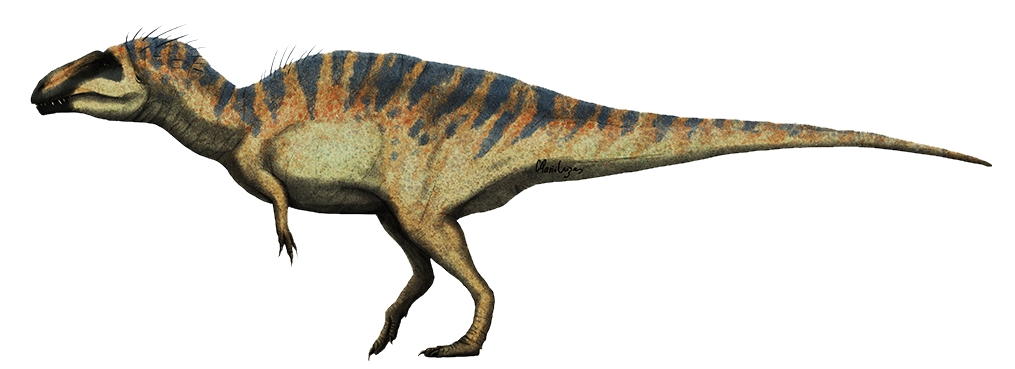
Tái dựng Acrocanthosaurus trong tư thế nghỉ. Lưu ý góc giữa xương cánh tay và cẳng tay luôn là một góc tù

Vai của Acrocanthosaurus không thể chuyển động thoải mái như ở người. Tay của nó không thể quay được một vòng tròn hoàn chỉnh, nhưng có thể rụt vào (quay về phía sau) 109° so với phương thẳng đứng để cho phần cánh tay có thể hơi dựng lên một chút. Nó chỉ có thể kéo ra (quay về phía trước) 24° so với phương thẳng đứng. Khi giạng xuống, tay nó không thể đạt được vị trí hoàn toàn thẳng đứng, nhưng có thể đạt được 9° trên phương ngang khi giạng lên. Phần khuỷu tay cũng không gập được thoải mái như người, với phạm vi quay chỉ có 57°. Tay Acrocanthosaurus không thể nào duỗi thẳng được, cũng như không thể gập lại quá sâu. Xương cánh tay thậm chí không thể tạo được một góc vuông với xương cẳng tay nữa. Xương trụ và xương quay dính lại với nhau, vậy nên chắc nó không thể nào quay sấp hay lật ngửa bàn tay mình được.
Không có một xương cổ tay nào khớp với nhau cả, cho thấy ở đây đã có rất nhiều sụn, làm cho tay của nó cứng hơn. Tất cả các ngón đều có thể bẻ hết mức về phía sau (về phía mặt sấp của bàn tay) cho đến khi gần chạm cổ tay. Khi gập lại, ngón giữa hơi hướng về ngón cái, trong khi ngón út sẽ cong lại vào trong. Ngón cái có móng vuốt lớn nhất, luôn luôn cong vào trong. Cũng như thế, ngón giữa có lẽ cũng luôn cong, trong khi ngón út có thể cong hoặc duỗi.
Dựa trên những nghiên cứu về chuyển động phần chi trước của Acrocanthosaurus, người ta nêu lên một số giả thiết về tập tính săn mồi của nó. Nó không thể chộp lấy con mồi bằng chi trước, vì hai chi này không thể quay về trước nhiều được. Có lẽ nó dùng mõm để ngoạm thì đúng hơn. Mặt khác, 2 chi trước có thể rụt vào (quay về phía sau) rất gắt. Khi con mồi đã bị dính vào móng vuốt, nó có thể dùng các cơ mạnh ở chi trước để kéo con mồi sát vào mình, không cho chạy thoát. Con mồi sẽ bị thương vĩnh viễn nếu cố gắng thoát ra vì 2 ngón đầu của Acrocanthosaurus luôn gập vào trong. 3 ngón của nó linh hoạt cực kì, có thể bẻ về mọi phía, giúp cho nó thoải mái giữ con mồi đang giẫy giụa mà không sợ trật khớp. Khi con mồi đã gần sát, Acrocanthosaurus có thể xé xác nó bằng các móng vuốt của mình. Một giả thuyết khác là nó có thể giữ mồi bằng các móng vuốt, trong khi tay liên hồi rụt vào, làm cho con mồi bị những vết thương dài và sâu.

### Não và cấu trúc tai trong

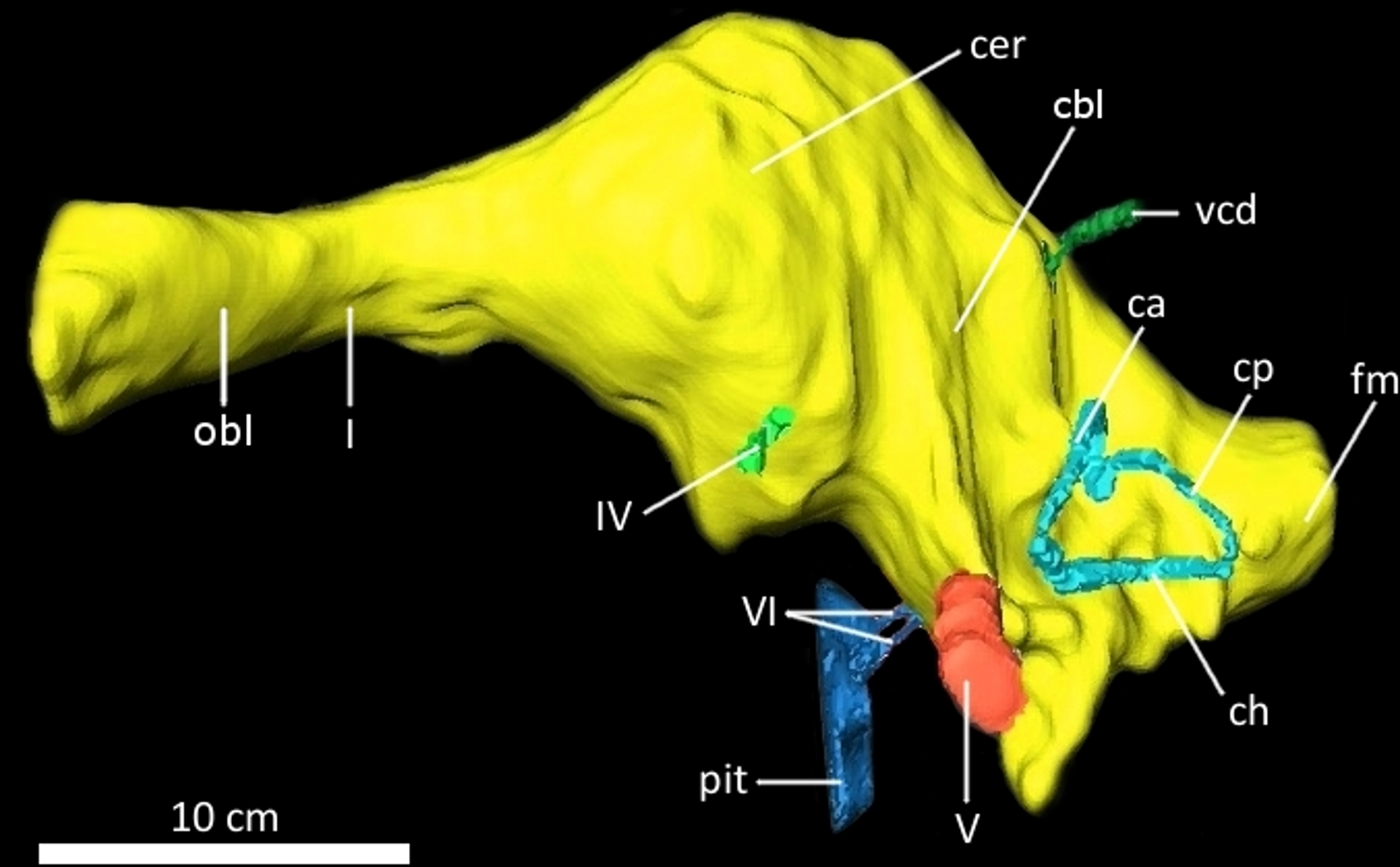
Bản vi tính nội đúc khoang sọ của hộp sọ mẫu NCSM 14345

Vào năm 2005, các nhà khoa học đã dựng lại một bản nội đúc khoang sọ của Acrocanthosaurus bằng phương pháp chụp cắt lớp vi tính (chụp CT) để phân tích vùng bên trong hộp sọ của nó (cá thể ký hiệu OMNH 10146). Lúc nó còn sống thì vùng này còn chứa màng não và dịch não tủy nữa, chứ không chỉ não mà thôi. Tuy nhiên, từ nội đúc này và các nội đúc đã được làm cho những chi khủng long chân thú khác, người ta có thể nhận ra những điểm cơ bản về não cũng như dây thần kinh sọ. Các đặc điểm này giống như các họ khác trong nhóm khủng long chân thú, nhưng giống nhất là với liên họ Allosauroidea (dị long). Trong liên họ này, nó có nhiều điểm tương đồng với Carcharodontosaurus và Giganotosaurus hơn là với Allosaurus hay Sinraptor, tạo nên giả thiết rằng Acrocanthosaurus thuộc họ Carcharodontosauridae (dị long răng cá mập).
Não Acrocanthosaurus hơi có dạng xích ma (hình chữ S). Hai bán cầu não không phát triển lắm, giống với cá sấu hơn là chim. Đặc điểm này thường thấy trong các chi khủng long ngoài nhánh Khủng long đuôi rỗng. Acrocanthosaurus có một hành khứu giác lớn và phồng ra, một dấu hiệu cho thấy nó có khả năng đánh hơi tốt. Vùng ống bán khuyên màng (có trách nhiệm giữ thăng bằng) cho thấy đầu Acrocanthosaurus chúc xuống 25° dưới đường nằm ngang. Người ta biết được điều này bằng cách xoay bản nội đúc sao cho vùng ống bán khuyên màng song song với mặt đất, một tư thế thường thấy khi động vật đang trong trạng thái tỉnh.

### Dấu chân

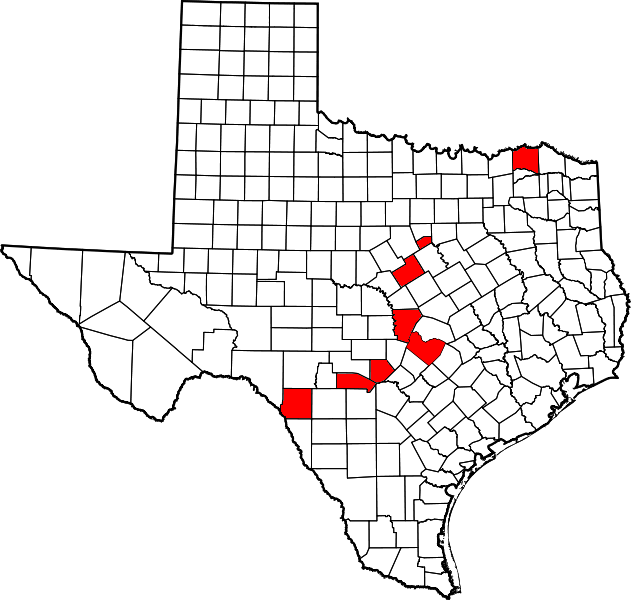
Bang Texas: các hạt được tô đỏ là nơi dấu chân khủng long chân thú thuộc thành hệ Glen Rose được tìm thấy

Rất nhiều dấu chân khủng long đã được tìm thấy trong thành hệ Glen Rose ở miền Trung Texas, bao gồm những dấu chân ba ngón đặc trưng khủng long chân thú. Nổi tiếng nhất trong số các mẫu dấu này là mẫu được tìm thấy dọc theo sông Paluxy tại Vườn Quốc gia Thung lũng Khủng long. Một phần của mẫu này hiện đang được trưng bày tại Bảo tàng Lịch sử Tự nhiên Hoa Kỳ ở New York. Rất nhiều nơi khác trong bang Texas cũng có những mẫu dấu tương tự. Tuy nhiên, không thể nào biết chắc được loài nào đã làm ra những dấu đó, vì không có hóa thạch nào kèm theo cả. Dù vậy, các nhà khoa học từ lâu đã cho rằng những dấu chân đó là của Acrocanthosaurus. Trong một nghiên cứu năm 2001, người ta lấy những dấu chân tại Glen Rose đem so với những bàn chân của nhiều loài khủng long chân thú lớn khác nhau. Dù không thể xác định được chính xác loài nào nhưng họ cũng đi tới nhận định rằng hình dạng và kích thước những dấu chân này phù hợp với Acrocanthosaurus. Thành hệ Glen Rose gần với thành hệ Antlers và Twin Mountains, cả về tuổi lẫn vị trí, mà chi khủng long chân thú duy nhất được biết trong 2 thành hệ này là Acrocanthosaurus, cho nên nghiên cứu trên kết luận Acrocanthosaurus là chi khủng long có khả năng nhất đã làm nên các dấu này.
Mẫu dấu Glen Rose nổi tiếng được đề cập ở trên gồm dấu chân của nhiều cá thể khủng long chân thú khác nhau di chuyển cùng hướng với 12 cá thể khủng long chân thằn lằn. Các dấu chân khủng long chân thú thường nằm đè lên các dấu chân khủng long chân thằn lằn, cho thấy các dấu này được hình thành sau đó. Điều này tạo nên giả thiết một đàn Acrocanthosaurus nhỏ lén đi theo một đàn khủng long chân thằn lằn. Giả thiết này không phải là không thể và khá là thú vị, nhưng để chứng minh thì khá là khó và người ta cũng có thể giải thích theo cách khác. Ví dụ như, nhiều con khủng long chân thú đơn độc đi cùng một đường vào các khoảng thời gian khác nhau sau khi đàn khủng long chân thằn lằn đi qua, tạo nên cảm giác một đàn này rình theo đàn kia. Lập luận này cũng có thể được áp dụng với "đàn" khủng long chân thằn lằn kia, vì chắc gì chúng đã đi theo đàn. Tại một điểm giao với đường đi của một trong số các con khủng long chân thằn lằn, đường đi của một cá thể khủng long chân thú thiếu mất một dấu chân, tạo nên cảm giác đã xảy ra một cuộc "tấn công". Dù vậy, nhiều nhà khoa học nghi ngờ tính chính xác của giả thiết này, vì nếu có một con khủng long ăn thịt lớn đang bám vào, dáng đi của con khủng long chân thằn lằn phải thay đổi, đằng này nó vẫn giữ nguyên.

### Bệnh lý
Hộp sọ mẫu định danh Acrocanthosaurus atokensis cho thấy một điểm lồi xương nhỏ tại vùng xương vảy. Gai thần kinh tại đốt sống thứ 11 có dấu hiệu đã bị rạn sau đó lành lại, và gai thần kinh tại đốt sống đuôi thứ 3 bị biến dạng thành một cái móc.

## Đặc điểm cổ sinh thái

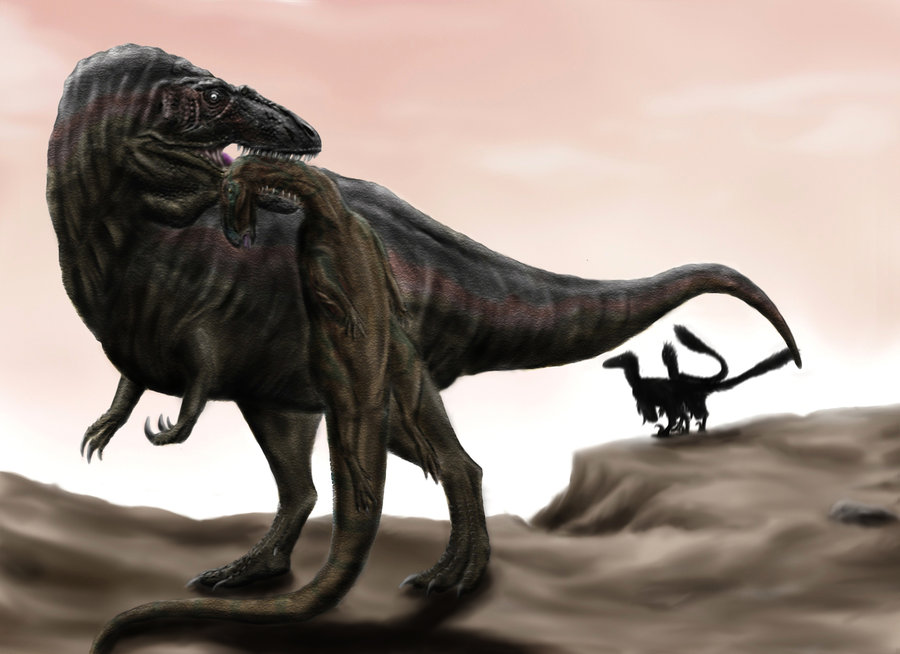
Tái dựng cảnh Acrocanthosaurus tha một con Tenontosaurus khỏi một cặp Deinonychus

Hóa thạch của Acrocanthosaurus được tìm thấy ở thành hệ Twin Mountains ở miền Bắc Texas, thành hệ Antlers ở miền Nam Oklahoma, thành hệ Cloverly ở bắc-trung Wyoming, và có thể cả thành hệ Arundel ở Maryland. Các thành hệ địa chất kể trên không được định tuổi bằng phương pháp đồng vị phóng xạ, nhưng thông qua các đặc điểm sinh địa tầng. Dựa vào những thay đổi trong phân lớp Cúc đá, người ta thấy được sự chuyển tiếp giữa tầng Apt và tầng Alba của Phấn Trắng sớm trong thành hệ Glen Rose. Thành hệ này có hai đặc điểm: 1) nó nằm ngay trên thành hệ Twin Mountains và 2) các dấu chân được tìm thấy ở đây rất có thể là của Acrocanthosaurus. Điều này cho thấy thành hệ Twin Mountains nằm hẳn trong tầng Apt, có niên đại từ 125 đến 112 triệu năm trước đây. Hơn thế nữa, trong thành hệ Antlers người ta còn tìm thấy hóa thạch của Deinonychus và Tenontosaurus. Hai chi này cũng có tại thành hệ Cloverly, mà thành hệ này đã được định tuổi bằng phương pháp đồng vị phóng xạ cho kết quả tầng Apt và tầng Alba. Thành thử ra thành hệ Antlers cũng có lẽ thuộc 2 giai đoạn này. Do đó, có khả năng nhất Acrocanthosaurus đã tồn tại từ khoảng 125 đến 100 triệu năm trước đây.

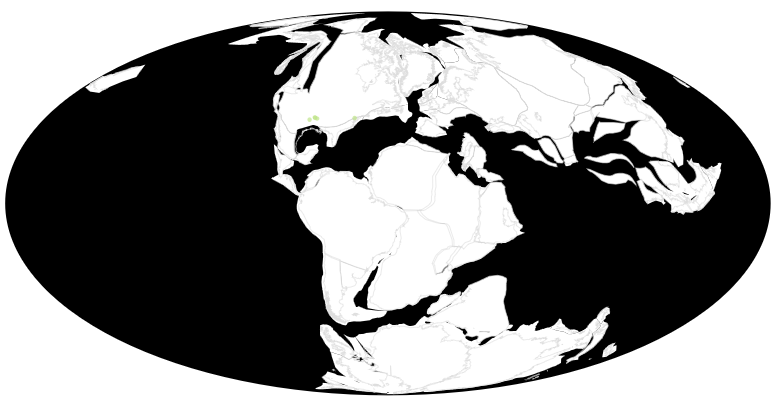
Trái Đất vào tầng Apt

Vào thời điểm kể trên, vùng thuộc thành hệ Twin Mountains và thành hệ Antlers là một bãi bồi lớn chảy từ một vùng biển nội hải. Vài triệu năm sau, vùng biển này sẽ lan rộng ra phía bắc, trở thành đường biển Western Interior và sẽ chia Bắc Mỹ ra làm hai cho tới gần hết Phấn Trắng muộn. Glen Rose là một thành hệ đặc trưng cho miền duyên hải. Những dấu chân rất có thể của Acrocanthosaurus tại đây đã được in trong thềm bùn nơi những vùng ven biển cổ xưa. Vì là một loài ăn thịt lớn, Acrocanthosaurus có thể đã có một vùng phân bố rất rộng trong nhiều môi trường sống khác nhau. Con mồi thường là những chi khủng long chân thằn lằn như Astrodon có lẽ cả Sauroposeidon khổng lồ nữa, và những chi khủng long chân chim như Tenontosaurus. Deinonychus, một chi khủng long ăn thịt khác, cũng kiếm ăn trong khu vực này. Nhưng với chiều dài chỉ 3 m (10 ft), khó có thể nó là đối thủ cạnh tranh được với Acrocanthosaurus.

## Trong văn hóa đại chúng
Cũng như các loài khủng long ăn thịt khác như Tyrannosaurus, Spinosaurus, Acrocanthosaurus được hưởng sự ái mộ từ công chúng và xuất hiện nhiều lần trong nhiều phương tiện truyền thông khác nhau:
- Acrocanthosaurus xuất hiện trong tập 5 của Monster Resurrected dưới dạng một con trưởng thành và một con non. Cả hai bị giết bởi một đàn Deinonychus.
- Acrocanthosaurus xuất hiện trong tập 15, mùa 1 "Volcanic threat" trong series Dinosaur King.
- Acrocanthosaurus xuất hiện trong Jurassic Park, trong các game Android "Jurassic World the game" và "Jurassic Park Builder", cũng như game Jurassic Park Operation Genesis, Warparth: Jurassic Park và trong Jurassic World Evolution với "Carnivore Dinosaur Pack ".
- Acrocanthosaurus là một trong các khủng long có thể chơi được trong game Primal Carnage Extinction và cũng là một trong các boss trong mode Survival.
- Acrocanthosaurus có trong "The Isle" trên Steam.

### Bảo tàng
Một số nơi để xem hóa thạch hoặc xương phục dựng của Acrocanthosaurus: